# Challignac
Challignac is een gemeente in het Franse departement Charente (regio Nouvelle-Aquitaine) en telt 299 inwoners (2004). De plaats maakt deel uit van het arrondissement Cognac.

## Geografie
De oppervlakte van Challignac bedraagt 13,1 km², de bevolkingsdichtheid is 22,8 inwoners per km².
De onderstaande kaart toont de ligging van Challignac met de belangrijkste infrastructuur en aangrenzende gemeenten.

## Demografie
Onderstaande figuur toont het verloop van het inwonertal (bron: INSEE-tellingen).